# Marcel Berni
Marcel Berni (* 5. Juni 1988 in Bern) ist ein Schweizer Historiker und ehemaliger Leichtathlet. Er war sportlich spezialisiert auf den Langstreckenlauf. Zusammen mit der Schweizer Nationalmannschaft war er 2016 Team-Europameister im Halbmarathon.

## Werdegang
Marcel Berni studierte von 2008 bis 2013 Geschichte, Politikwissenschaft und Ökologie an der Universität Bern. Seine weitere Tätigkeit führte ihn 2014 an die Militärakademie an der ETH Zürich. 2019 promovierte er mit einer Arbeit über kommunistische Gefangene im Vietnamkrieg an der Universität Hamburg, deren Überarbeitung 2020 gewann den André-Corvisier-Preis für die beste militärhistorische Dissertation.
Nachdem Berni bei den Militärweltspielen in Rio de Janeiro 2011 über die 5000 Meter bereits nach den Vorläufen gescheitert war, sicherte er sich im gleichen Jahr bei den Schweizer Meisterschaften in Lausanne die Silbermedaille im Halbmarathon. Ein Jahr später startete er bei den Crosslauf-Europameisterschaften im ungarischen Budapest und kam auf den 70. Rang. 2013 startete Berni in Uster bei den Schweizer Meisterschaften über 10 km und im Halbmarathon und gewann Bronze und Silber. Kurz darauf ging er in Kasan bei der Sommer-Universiade an den Start und kam auf den 39. Platz im Halbmarathon. 2016 wurde Berni Schweizer Meister im Crosslauf über die Langdistanz. Bei den Leichtathletik-Europameisterschaften 2016 in Amsterdam lief er als 67. ins Ziel. In der Teamwertung sicherte er sich aber gemeinsam mit Tadesse Abraham, Julien Lyon, Adrian Lehmann, Christian Kreienbühl und Andreas Kempf zwei Sekunden vor der spanischen Mannschaft die Goldmedaille.
Beim Rotterdam-Marathon 2018 konnte Berni erneut mit einer Zeit von 2:19:19 h im Marathon die geforderte Norm für die Leichtathletik-Europameisterschaften 2018 erfüllen.
2019 wurde er gemeinsam mit Nicole Büchler zum Athletenvertreter von Swiss Athletics gewählt.

## Erfolge

### International
- 2011: CISM Military World Summer Games, Rio de Janeiro, 5000 m, Ausscheiden nach Vorlauf
- 2012: Crosslauf-Europameisterschaften, Budapest, 70. Rang
- 2013: Universiade, Halbmarathon, Kasan, 39. Rang
- 2016: Europameisterschaften Halbmarathon, Amsterdam, 67. Rang, 1. Rang Teamwertung

### National
- 2011: Schweizer Meisterschaften Halbmarathon, Lausanne, 2. Rang
- 2013: Schweizer Meisterschaften 10'000 m, Uster, 3. Rang
- 2013: Schweizer Meisterschaften Halbmarathon, Uster, 2. Rang
- 2016: Crosslauf-Schweizer-Meisterschaften, Benken, Langcross, 1. Rang
- 2016: Schweizer Meisterschaften 10'000 m, Thun, 3. Rang

## Persönliche Bestleistungen
- 10.000-Meter-Lauf: 29:56 min, 29. April 2012 in Palo Alto
- 10-km-Strassenlauf: 30:06 min, 25. März 2018 in Oberriet
- Halbmarathon: 1:04:57 h, 26. Januar 2020 in Marrakesch
- Marathon: 2:18:12 h, 29. September 2019 in Berlin